# Pähl

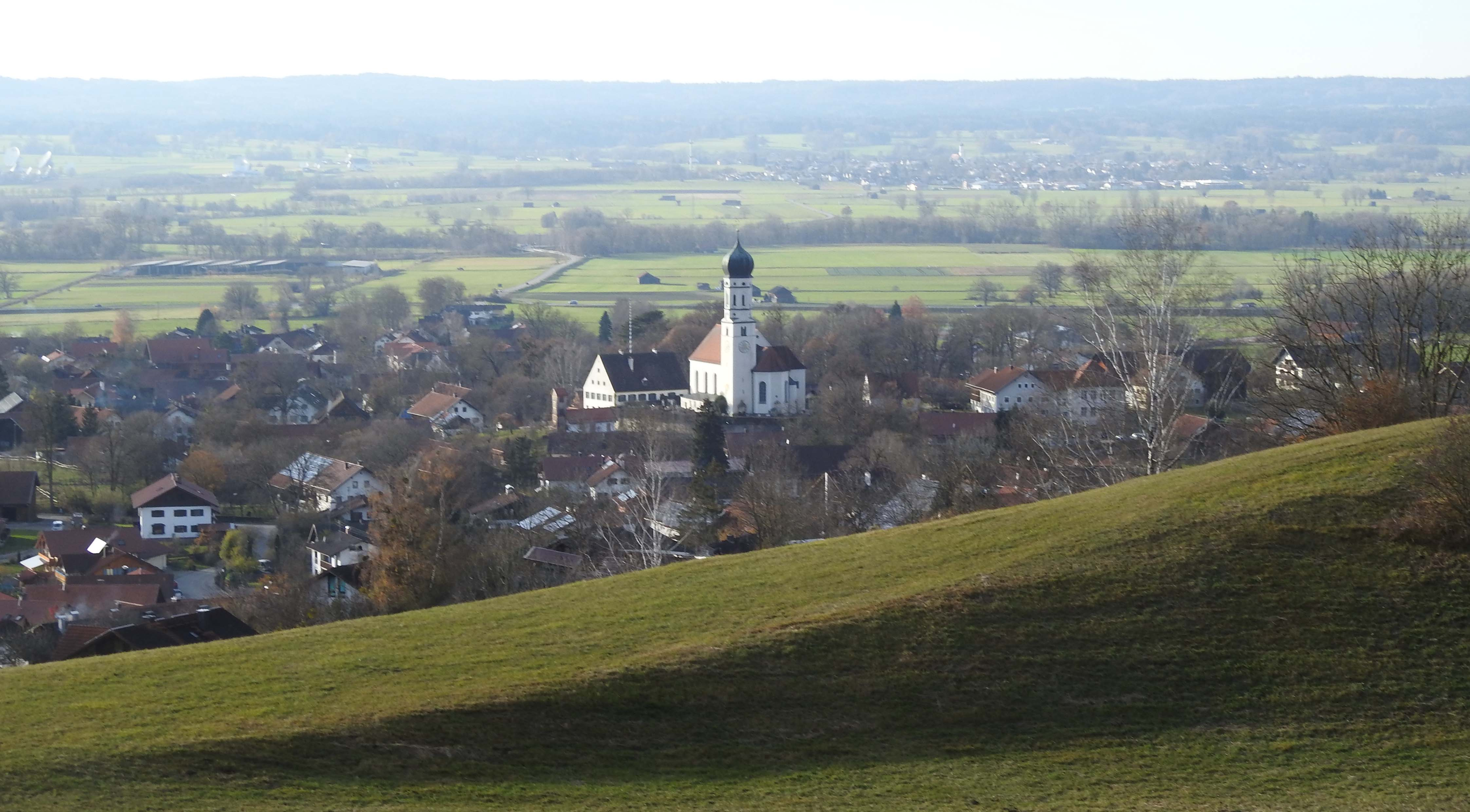
Pähl von Osten

Pähl ist eine Gemeinde im oberbayerischen Landkreis Weilheim-Schongau.

## Geografie
Pähl liegt in der Region Oberland.
Die Gemeinde hat 12 Gemeindeteile (in Klammern ist der Siedlungstyp angegeben):
- Aidenried (Dorf)
- Ammerhof (Weiler)
- Eichhof (Weiler)
- Hartschimmel (Weiler)
- Hirschberg-Alm (Einöde)
- Hochschloß (Weiler)
- Kerschlach (Weiler mit Kirche)
- Mitterfischen (Kirchdorf)
- Oberhirschberg (Einöde)
- Pähl (Pfarrdorf)
- Unterhirschberg (Weiler)
- Vorderfischen (Dorf)

Es gibt die Gemarkungen Fischen am Ammersee und Pähl.

## Geschichte

### Bis zur Gemeindegründung
Erstmals wird Pähl in der Zeit Tassilos III. urkundlich erwähnt. Darin wird von Pouile oder Poule gesprochen, was wiederum von den lateinischen Wörtern bovile, bos und bovis herrührt. Somit führt die wahrscheinliche Bedeutung auf „Rindergehege“.
Bald entwickelte sich der Ort zu einem wichtigen Herrschaftssitz mit drei Schlössern, von denen noch zwei erhalten sind. Der Edelsitz Pähl (Hochschloss) gehörte dem Kloster Andechs. Die Grafen von Vieregg besaßen das Untere Schloss mit einer offenen Hofmark (zur geschlossenen Hofmark Tutzing). Pähl gehörte zum Rentamt München und zum Landgericht Weilheim des Kurfürstentums Bayern. 
Mit dem Gemeindeedikt von 1818 entstand die Gemeinde Pähl, die zum Landgericht Weilheim gehörte.

### Das Warnamt
Im Kontext des sich zuspitzenden Kalten Krieges wurde Ende der 1950er Jahre in der Gemeinde (Koordinaten= 47° 55′ 21″ N, 11° 13′ 29″ O) eines von zehn bundesdeutschen Warnämtern, das Warnamt X (Warnamt Weilheim), in Betrieb genommen. Diese völkerrechtlich besonders geschützte und teilweise verbunkerte Zivilschutzbehörde war bis in die 1990er Jahre mit der Warnung und Alarmierung der Bevölkerung vor Gefahren im Frieden und Verteidigungsfall betraut. Das Warnamt X war dabei für das südliche Bayern zuständig.

### Verwaltungsgemeinschaft
Die im Jahr 1978 entstandene Verwaltungsgemeinschaft Pähl-Raisting wurde am 1. Januar 2007 aufgelöst.

### Eingemeindungen
Im Zuge der Gebietsreform in Bayern wurde am 1. Mai 1978 die Gemeinde Fischen am Ammersee eingegliedert.

### Einwohnerentwicklung
Zwischen 1988 und 2018 wuchs die Gemeinde von 1696 auf 2480 Einwohner bzw. um 46,2 %.

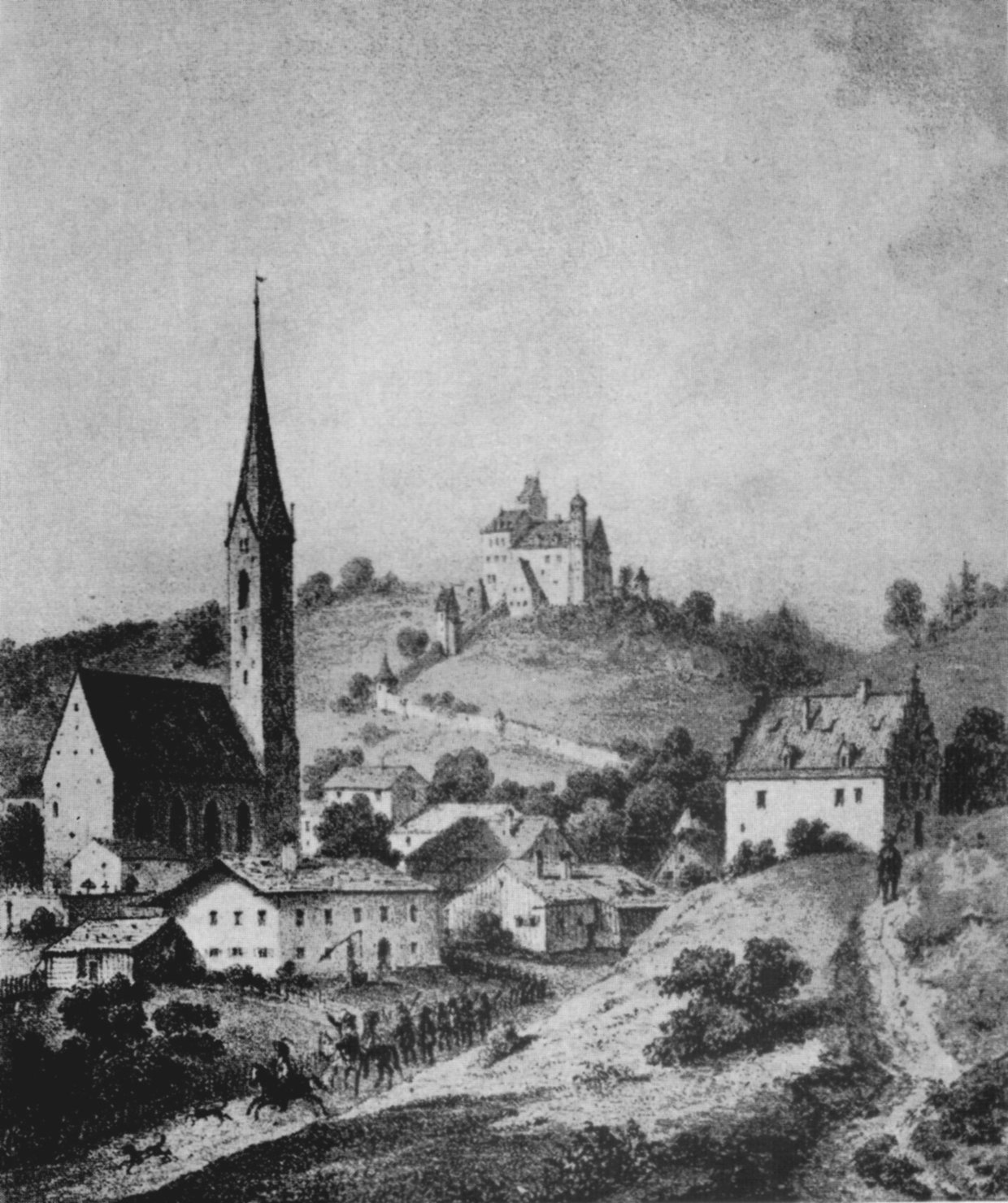
Pähl zu Beginn des 17. Jahrhunderts

| Jahr          | 1840 | 1871 | 1900 | 1925 | 1939 | 1950 | 1961 | 1970 | 1987 | 1991 | 1995 | 2000 | 2005 | 2010 | 2015 | 2020 |
| Einwohnerzahl | 725  | 745  | 830  | 1003 | 997  | 1666 | 1313 | 1333 | 1676 | 1913 | 1981 | 2289 | 2418 | 2394 | 2374 | 2488 |

## Politik

### Bürgermeister
Am 26. Juni 2011 wurde Werner Grünbauer (Unabhängige Bürgerliste für Pähl und Fischen UBL) zum 1. Bürgermeister gewählt. Seine Vorgänger waren Klaus Pfeiffer (CSU) von 2008 bis 2011 und davor Rainer Kugler (CSU).

### Gemeinderat
Der Gemeinderat hat 14 Sitze. Nach den Gemeinderatswahlen seit 2014 verteilen sich die Sitze folgendermaßen:
| Partei/Liste                                | Sitze 2020 | Sitze 2014 |
| ------------------------------------------- | ---------- | ---------- |
| CSU                                         | 3          | 2          |
| Dorfbewegung                                | 3          | 2          |
| Freie Wähler                                | 3          | 3          |
| Parteilose Wählerschaft Fischen am Ammersee | 3          | 3          |
| Politik für Pähl                            | 2          | –          |
| Bürger für Pähl-Fischen                     | –          | 4          |

### Wappen

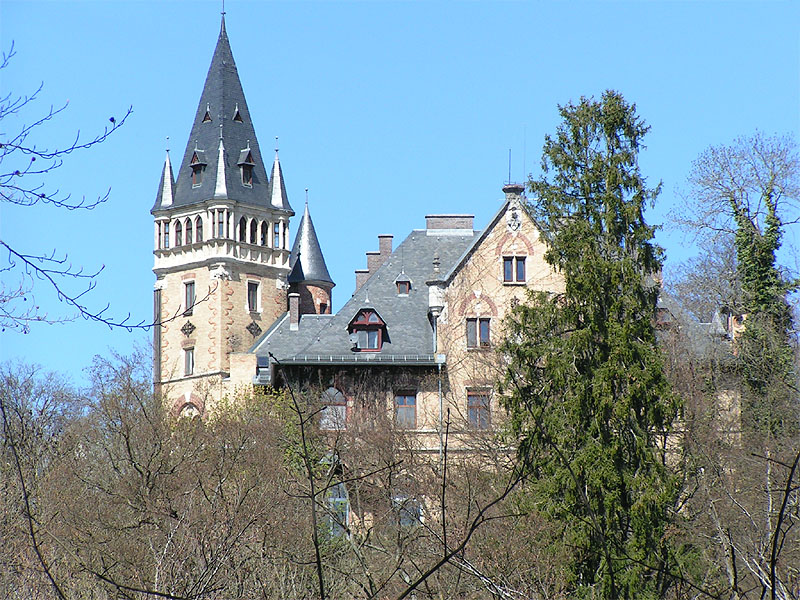
Hochschloss Pähl

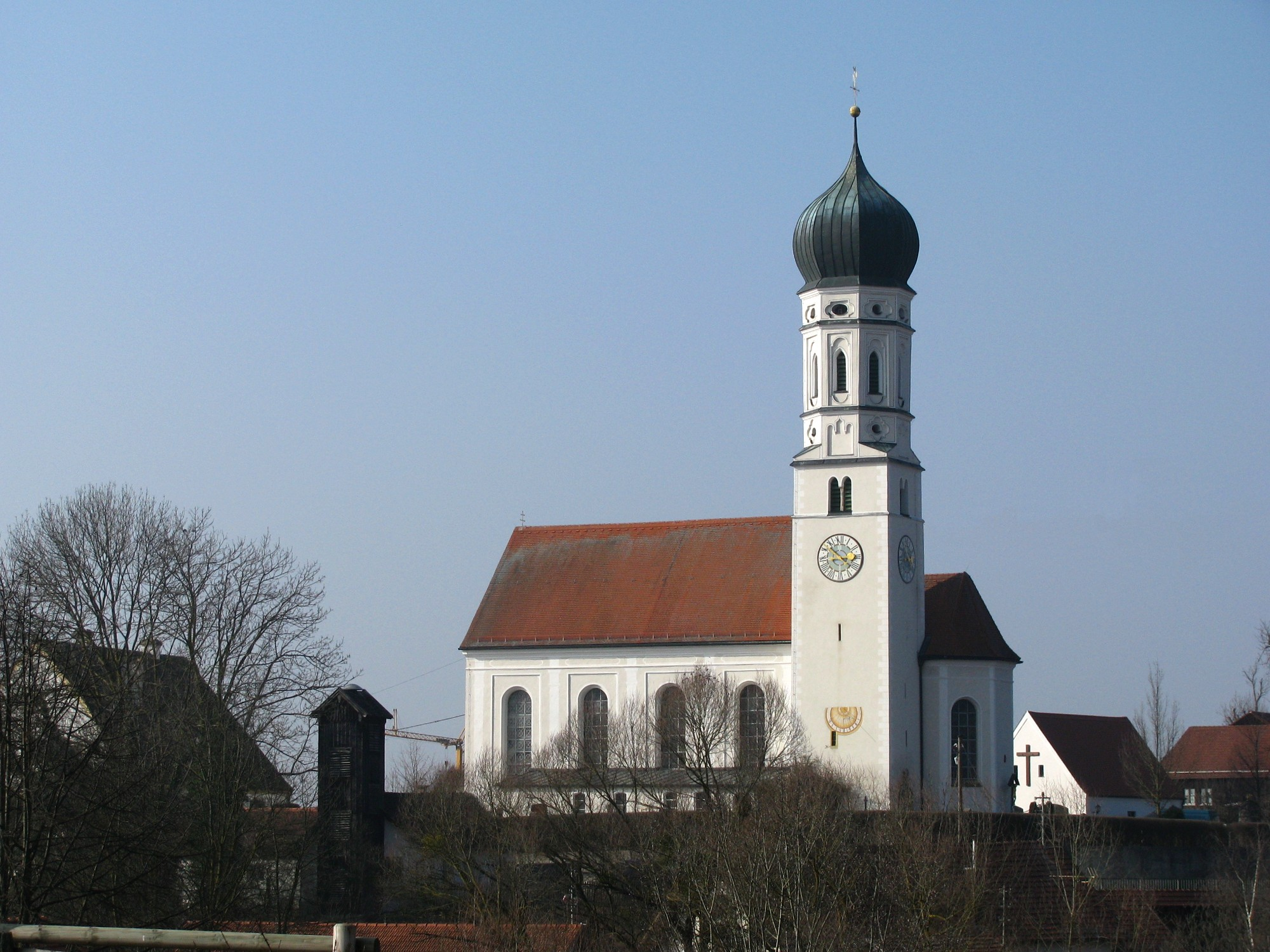
Pfarrkirche St. Laurentius

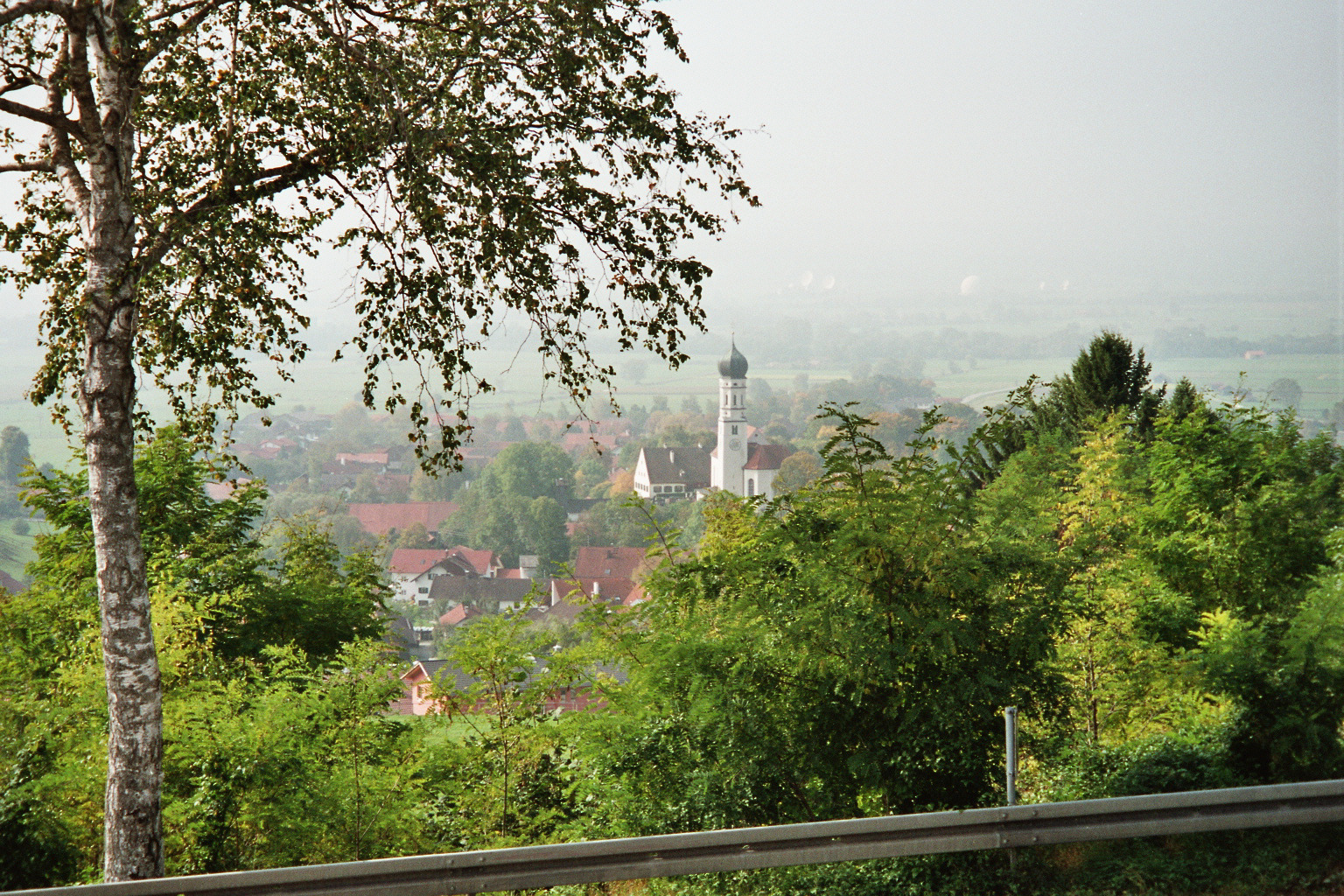
Blick auf Pähl von der Hirschberg-Alm

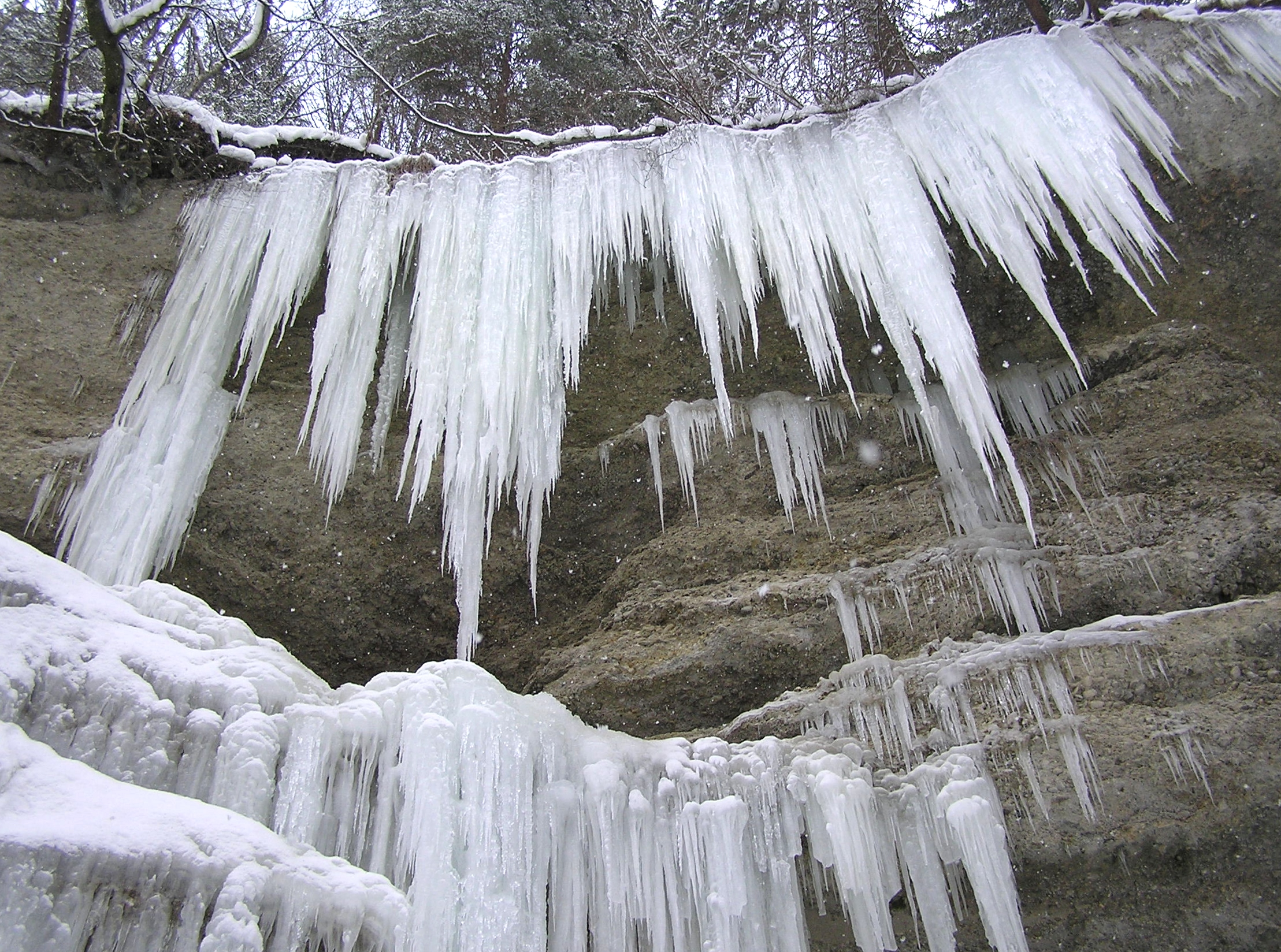
Vereister Wasserfall in der Pähler Schlucht

| Wappen von Pähl | Blasonierung: „Über einem von Weiß und Blau geweckten Schildfuß in Gold ein aufgerichteter, rot bewehrter schwarzer Bär.“ |
| Wappen von Pähl | Wappenbegründung: Die Rauten (Wecken) weisen auf die enge Beziehung zu den wittelsbachischen Landesherren seit dem 13. Jahrhundert hin. Der schwarze Bär ist die Wappenfigur der Herren von Berndorf, er findet sich mehrfach auf den Epitaphien in der Kirche. |

## Kultur und Sehenswürdigkeiten
- Das 1883 bis 1885 nach den Plänen des Architekten Albert Schmidt neu erbaute Hochschloss Pähl liegt in außergewöhnlicher Lage hoch über dem Ort.
- In der Ortsmitte liegt das Untere Schloss, ein einfacher Rechteckbau aus dem 16. Jahrhundert.
- Das Kupfermuseum im Gemeindeteil Fischen am Ammersee wurde im Sommer 2006 eröffnet.
- Die barocke Pfarrkirche St. Laurentius, ein bis zur Mitte des 12. Jahrhunderts zurückreichender Kirchenbau[12]
- Innerhalb von Pähl steht die liebevoll renovierte, wohl über 400 Jahre alte Hofmarkmühle, deren Mühlenbetrieb erst im 20. Jahrhundert eingestellt wurde. In diesem Gebäude befindet sich ein Restaurant und ein Antiquitätengeschäft.
- Die unterhalb des Hochschlosses und der Hirschbergalm verlaufende Pähler Schlucht, ein unter Naturschutz stehendes Geotop im Nagelfluhgestein
- Der Weiler Kerschlach mit über 1200-jähriger Geschichte; Herrenschlösschen und Kapelle St. Ulrich vom ehemaligen Klostergut Kerschlach der Missions-Benediktinerinnen; in den 1990er Jahren entstand hier ein ökologisch bewirtschaftetes Hofgut unter der Federführung von Werner Mützel; seit 1997 wird auf Gut Kerschlach nach den EG-Ökorichtlinien und den Naturland-Richtlinien gewirtschaftet, Führungen werden regelmäßig angeboten.
- Die Postkutschenlinie, die regelmäßig von der Fuhr- und Posthalterei Coaching in Bavaria in Kerschlach auf dem historischen König-Ludwig-Weg zu den Königschlössern Neuschwanstein und Hohenschwangau verkehrt
- Der Aussichtspunkt Hirschberg mit umfassendem Panoramablick über das Ammertal und die Alpenkette
- Das Natur- und Vogelschutzgebiet am Südufer des Ammersees
- Der alljährliche Leonhardiritt im November

## Sportvereine
Größter Sportverein ist der TSV Pähl, in dessen Fußballjugend sieben Jahre lang der spätere Fußballweltmeister Thomas Müller spielte. Mit etwa 600 Mitgliedern werden in dem Sportverein hauptsächlich Fußball, Tennis, Eisstockschießen und Tischtennis angeboten. Saisonabhängig werden auch Jugendleichtathletik und Skigymnastik betrieben.
Der Gemeindeteil Fischen besitzt einen kleinen Sportverein, der im April 2006 nach über zehn Jahren Unterbrechung wieder eine eigene Fußballmannschaft aufstellen konnte. Dieser traten innerhalb von drei Monaten 51 Jugendliche zwischen 16 und 28 Jahren bei. So konnte noch im selben Jahr eine erste Mannschaft für den Spielbetrieb in der C-Klasse angemeldet werden.
Ebenso gibt es in Fischen einen kleinen Radsportverein. Das Team Optime wurde 2007 gegründet und hat eine aktive Straßenradmannschaft. Zum Angebot gehören auch andere Ausdauersportarten wie Laufen und Skilanglauf.
Gleich neben dem Hochschloss Pähl befindet sich der 1987 gegründete 18-Loch-Golfclub Hohenpähl e. V.

## Wirtschaft und Infrastruktur

### Wirtschaft einschließlich Land- und Forstwirtschaft
Nach der amtlichen Statistik gab es 2023 insgesamt 704 sozialversicherungspflichtig Beschäftigte am Arbeitsort. Sozialversicherungspflichtig Beschäftigte am Wohnort gab es 1071. Im verarbeitenden Gewerbe (sowie Bergbau und Gewinnung von Steinen und Erden) gab es vier, im Bauhauptgewerbe sieben Betriebe. Zudem bestanden im Jahr 2020 42 landwirtschaftliche Betriebe mit einer landwirtschaftlich genutzten Fläche von 1559 ha. Davon waren 312 ha Ackerfläche und 1247 ha Dauergrünfläche.

### Bildung
2024 gab es folgende Einrichtungen:
- 3 Kindertageseinrichtungen: 174 genehmigte Betreuungsplätze, 140 betreute Kinder
- 1 Grundschule: 6 Lehrkräfte, 101 Schülerinnen und Schüler

## Bekannte Personen
- Karl Haushofer (1869–1946), deutscher Geograph und Hochschullehrer
- Franz Hart (1910–1996), deutscher Architekt und Hochschullehrer der Münchner Schule
- Reiner Steinweg (* 1939), Friedensforscher
- Carola Regnier (1943–2011), deutsche Schauspielerin, Diseuse und Tänzerin
- Werner Diem (* 1944), deutscher Professor der Islamwissenschaft
- Wolfgang Schultheiss (* 1945), deutscher Diplomat
- Helmut Perlet (* 1947), deutscher Manager und Aufsichtsratsvorsitzender der Allianz SE
- Thomas Müller (* 1989), deutscher Fußballnationalspieler, Fußball-Weltmeister (2014)
- Felix Finkbeiner (* 1997), Gründer der Plant-for-the-Planet Stiftung